# درع حيوي
الدرع الحيوي (بالإنجليزية:  Biological Armour)‏ هو نظام خيالي ل دروع حماية الجسد والتي تتكون من عناصرٍ حيويةٍ.

## التصميم
تقوم فكرة الدرع الحيوي على تطوير إطارٍ حيويٍ تكيفي حي، والذي يتكون من حُلة عضليٍة صلبة البنية بصورةٍ حادةٍ، ذات تركيبٍ درعيٍ قرنيٍ (بالإنجليزية:  carapace)‏. وبسبب بنيته «الحية»، فمن المتوقع أن يصبح ذلك الدرع الحيوي قادراً نظرياً على إعادة إصلاح ذاته بذاته، كما هو الحال مع الكائنات الحية العضوية، في حين قد تتضمن صفات المعركة الأخرى فوائداً منها توحدها واندماجها الحيوي التام مع المحارب المرتدي لها، مما يسمح بزيادةٍ فائقةٍ للقدرة على الشفاء والتداوي، بالإضافة إلى رفع كفاءة الوعي الحسي والقدرة على التحمل الجسدي. في حين قد تسمح الوصلات الحيوية والشرايين التركيبية بمشاركة الدورة الدموية، كما أن الطبقة العضلية للحُلة قد تمد صاحبها بحمايةٍ ممتازةٍ من نيران الأعداء بالإضافة إلى زيادة القوة الجسدية لمرتدي تلك الحلة الدرعية الحيوية.
كما أنه من المتوقع أن يكون الدرع القرني الحيوي «شبه حيوي التركيب» كذلك، حيث تتكون الطبقة الخارجية من كلٍ من ألياف كيفلر وأوتارٍ عضليةٍ حيةٍ. فبالإضافة إلى أن مثل تلك الدروع توفر الحماية من نيران الأسلحة الصعيرة، فإن تلك الدروع الحيوية قد تستخدم نظاماً مناعياً صناعياً متداخلاً ومتكاملاً وكذلك بنيةً محكمةً لحماية من يرتدي تلك الحلة الدرعية من الأسلحة الكيميائية والبيولوجية، علاوةً على الأسلحة النووية أو ما يُطلق عليها «القنابل القذرة» (بالإنجليزية: dirty bombs)‏. هذا بالإضافة إلى احتمالية وجود موردٍ للهواءٍ داخل الدرع، يحمل في ثناياه صمام مرحاضٍ لكلا الجنسين وحزمةٍ تموينةٍ، قد يُمَكِّن متصارعوا المستقبل ممن يرتدون تلك الدروع من البقاء لأيامٍ في المعركة والنزال بدون حتى الحاجة إلى إزالة ذلك الدرع الحيوي.
وفي مجال الصراع باستخدام الدروع الحيوية، سيكون من المعقول جداً أن يحاول منافسوا وخصوم المستقبل تطوير أسلحة فيروسية متطورة ليتم توظيفها جنباً إلى جنب مع الأسلحة التقليدية. حيث أن مثل تلك الأسلحة الجديدة قد تستخدم بصورةٍ خاصةٍ فيروساتٍ مزروعةٍ اصطناعيةٍ شديدة التقلب والتي قد تسبب العدوى، حتى مع استخدام هياكل الدروع العضلية المحصنة الحيوية عالية الحماية، مما يسبب تحلل الدرع أو مهاجمة المحارب مرتدي الدرع مباشرةٍ. إلا أن هناك طريقةٍ أخرى متوقعةٍ لمهاجمة الدروع الحيوية (وإن كان من الأفضل البدء بها) والتي تتمثل في استخدام الأسلحة الكيميائية لتسميمها.

## أمثلةٍ خياليةٍ
أما في مجال الخيال العلمي، تظهر الدروع الحيوية بصورةٍ متكررةٍ.[هل المصدر موثوق به؟] ومن الأمثلة على ذلك ما يلي:
- غالباً ما كانت تظهر أمراض Nurgle Chaos Space Marines في عالم Warhammer 40,000 الخيالي مع ارتداء دروع المعارك الحيوية المتكاملة تماماً مع جسد المحارب. حيث صُنِعَ هذا الدرع من إفرازاتٍ متنوعةٍ قذرةٍ من جنود الملاحين ولحومهم والتي اندمجت وتكاملت مع قوة رجال الملاحة، مما أسفر عن إنتاج حُلَةِ أكثر مرونةٍ من معظم وحوش زينو (بالإنجليزية:  xeno)‏. وتتمثل القضية الرئيسية في أن ذلك الدرع يتسم بأنه أكثر قدرةٍ على التحمل من الدروع التقليدية، إلا أن كبار الأبطال يتميزون بهباتٍ أكثر من مجرد المزيد من التحورات مع ذلك الدرع. في حين يكون الجزء الظاهر من الدرع متمثلاً في لحوم الملاحين، وذلك بعد إفسادها لصفائح السيراميت (بالإنجليزية:  ceramite)‏. وبالإضافة إلى فوائد الدروع الحيوية التقليدية، تبعث دروع قوة الملاحين المزودة بالأوبئة غازاتٍ سامةٍ وأمراضٍ متعددةٍ كأحد تكتيكات واسلحة الحرب. كما أن للأعداء المستبدين هياكلاً خارجيةً تشبه الدروع الحيوية، حيث أنها تداوي وتَدْعُم كل ضربةٍ يتلقاها المحاربون. كما أنه يتواجد عضوٌ تحت بشرة ملاحين الفضاء مباشرةً يُطلق عليه الدرع القرني الأسود (بالإنجليزية:  Black Carapace)‏ والذي يصلهم بدروع قوتهم ويوفر لهم إحدى أشكال الحماية.
- أما في سلسلة حلقات مسلسل الأنمي Guyver، يتم تقديم جدولٍ زمنيٍ حيث يتم تربية البشر على أنهم جنودٌ حيويون (بيولوجيون). حيث تضمنت إحدى مشاريع الدخلاء الأجانب، استخدام دروعاً حيويةً تندمج وتتكامل داخلياً مع جسم المضيف، مانحةً إياه قوةً خارقةً.
- أما في كتاب الروائي بيتر إف. هاميلتون للخيال العلمي التنين الهابط (بالإنجليزية: Fallen Dragon)‏، تم وصف قوات الأمن البين نجمية التابعة لشركة Zantiu-Braun للخدمات الأمنية على أنهم يرتدون دروعاً «جلديةً» حيويةً، والتي تجمع في طياتها تقانةً حاسوبيةً فائقةً، موردً صناعياً للدم، أنظمة تسلحٍ متكاملةٍ ومتعددةٍ، بالإضافة إلى هيكل درعي عضلي حيوي.
- أما في الرواية الهزلية لشركة مارفل كومكس تحت اسم الرجل العنكبوت، فكثيراً ما كان يتزود الرجل العنكبوت بكائناتٍ حيةٍ تكافليةٍ والتي يمكن وصفها على أنها دروعٌ حيويةٌ. حيث أن تلك الحُلة يصبح لها القدرة على إنتاج الشباك بالإضافة إلى دعم قوة الرجل العنكبوت، بالإضافة إلأى القدرة على تحول الشكل الخارجي إلى أي شكلٍ يتخيله الرجل العنكبوت كذلك، مما يمحو الحاجة إلى تغيير الملابس. إلا أن الرجل العنكبوت قام في نهاية المطاف بنبذ تلك الحُلة، والتي اندمجت بعد ذلك مع إيدي بروك (بالإنجليزية: Eddie Brock)‏ ليصبح فينوم الشرير.
- أما سلسلة حلقات X-O Manowar التابعة لشركة فاليانت كومكس (بالإنجليزية: Valiant Comics)‏، فهي تصور البطل أريك الذي يتبرع بحُلَتَه (الدرع الحيوي) ذات الأصل الفضائي الخارجي والتي منحته حياةً مديدةً، قدرةً على الطيران، وإعادة تجديد ذاته بالإضافة إلى القدرة على إنتاج تفجيراتٍ للطاقة، وكذلك قدرته على البقاء في الفراغ الجوي للفضاء الخارجي. حيث أنه يستخدم ذلك الدرع لصراع العرق الفضائي الخارجي والذي أطلق عليه اسم «شياطين العناكب» (بالإنجليزية: spider-demons)‏.
- أما في Cthulhutech عُرِفَت حُلَلُ الدروع الحيوية التكافلية باسم «تاجرز» (بالإنجليزية:  Tagers)‏.